# Grupa Parasola
Grupa Parasola – grupa skał na orograficznie lewym zboczu Doliny Szklarki, w obrębie miejscowości Jerzmanowice w województwie małopolskim, w powiecie krakowskim, w gminie Jerzmanowice-Przeginia. Jest to obszar Wyżyny Olkuskiej będącej częścią Wyżyny Krakowsko-Częstochowskiej.
Są to zbudowane z twardego wapienia skały znajdujące się w rzadkim bukowym lesie, nieco poniżej szczytu wzniesienia. Mają wysokość 8–12 m. Na czterech z nich uprawiana jest wspinaczka skalna. Są to skały:
- Parasol – najniżej położona samotna turnia o strzelistych kształtach,
- Turnia nad Parasolem – pomiędzy Parasolem i Skarbcem,
- Skarbiec – od Turni nad Parasolem oddzielony tylko wąskim przełazem,
- Kuferek – najwyżej położony[3],
- inne skały, które nie zainteresowały wspinaczy skalnych[1].

Poniżej skał Grupy Parasola biegnie droga leśna i zielono znakowany szlak turystyki rowerowej, którym najłatwiej z Jerzmanowic dotrzeć w pobliże skał tej grupy. Można też do skał tych dotrzeć poprzez las z drogi asfaltowej, która z Jerzmanowic poprzez Suczy Dół biegnie do wsi Łazy.

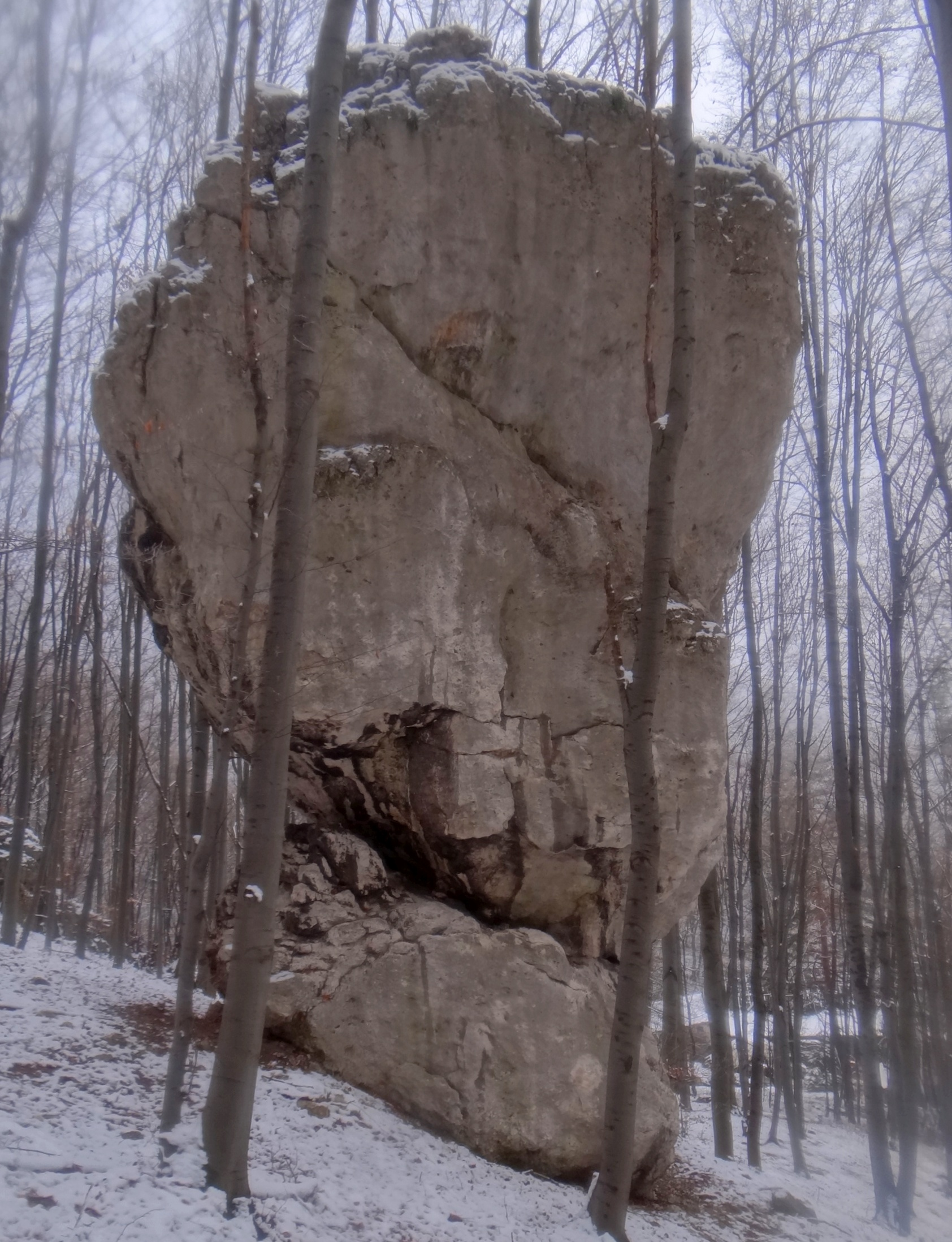
Parasol
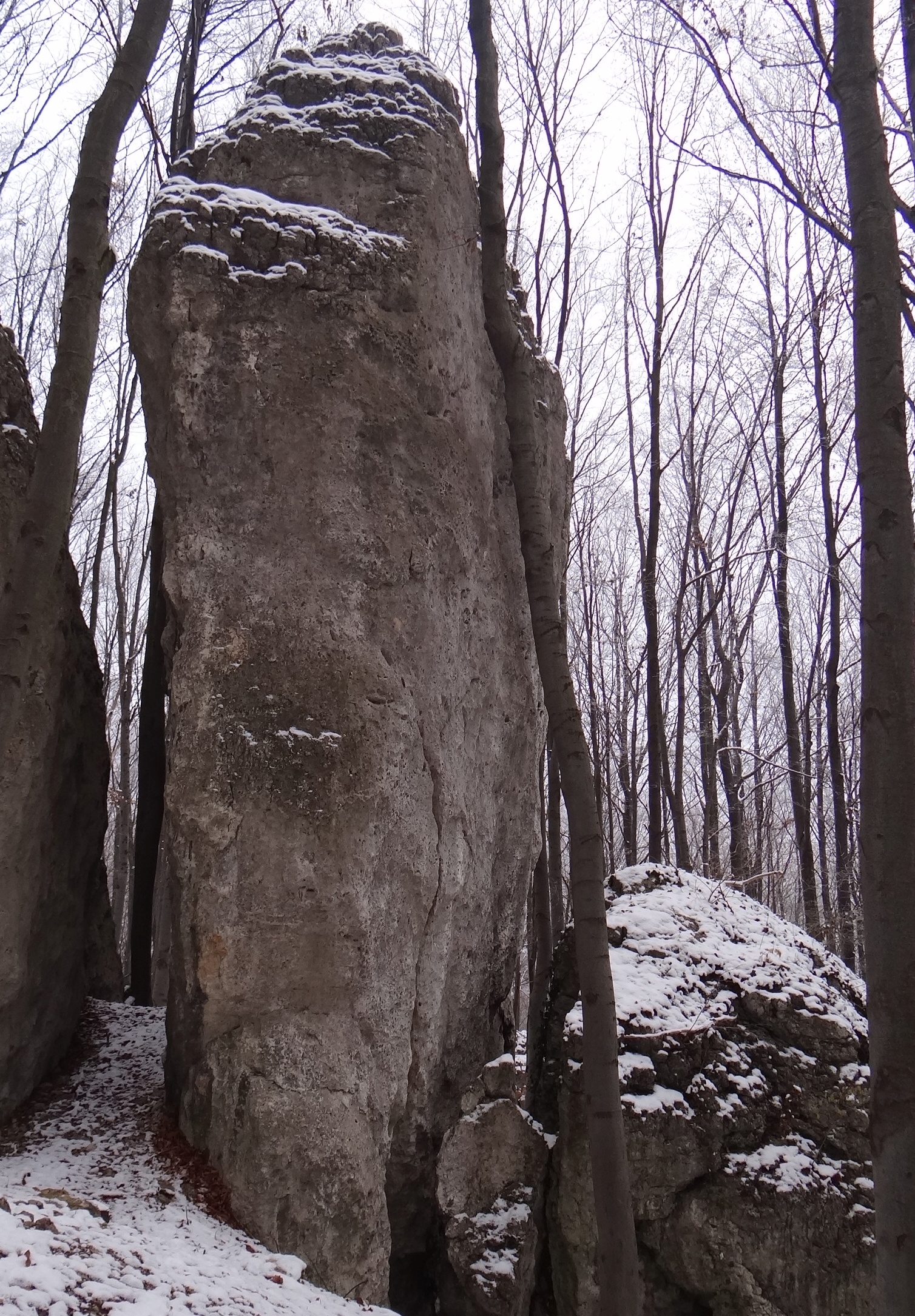
Turnia nad Parasolem
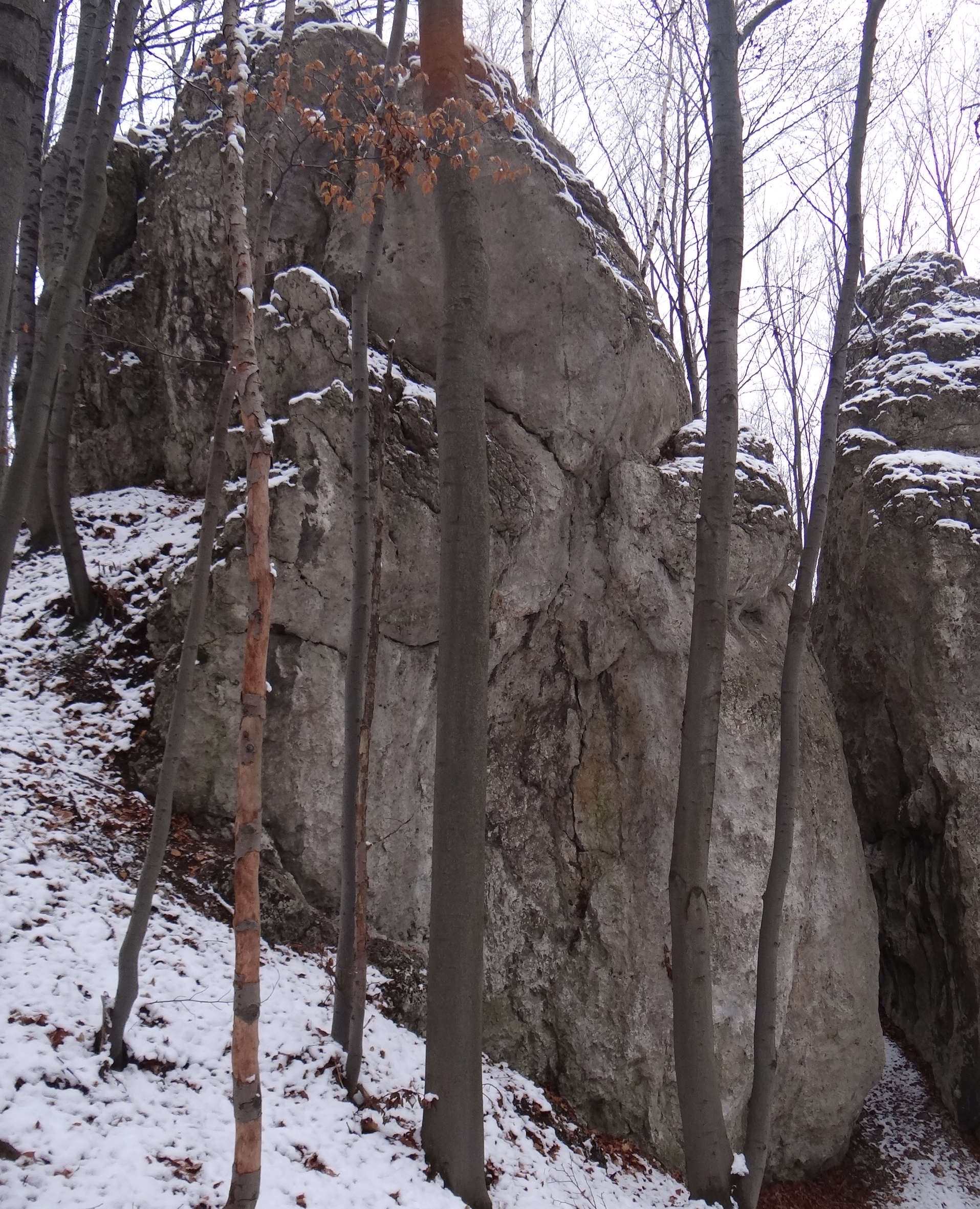
Skarbiec
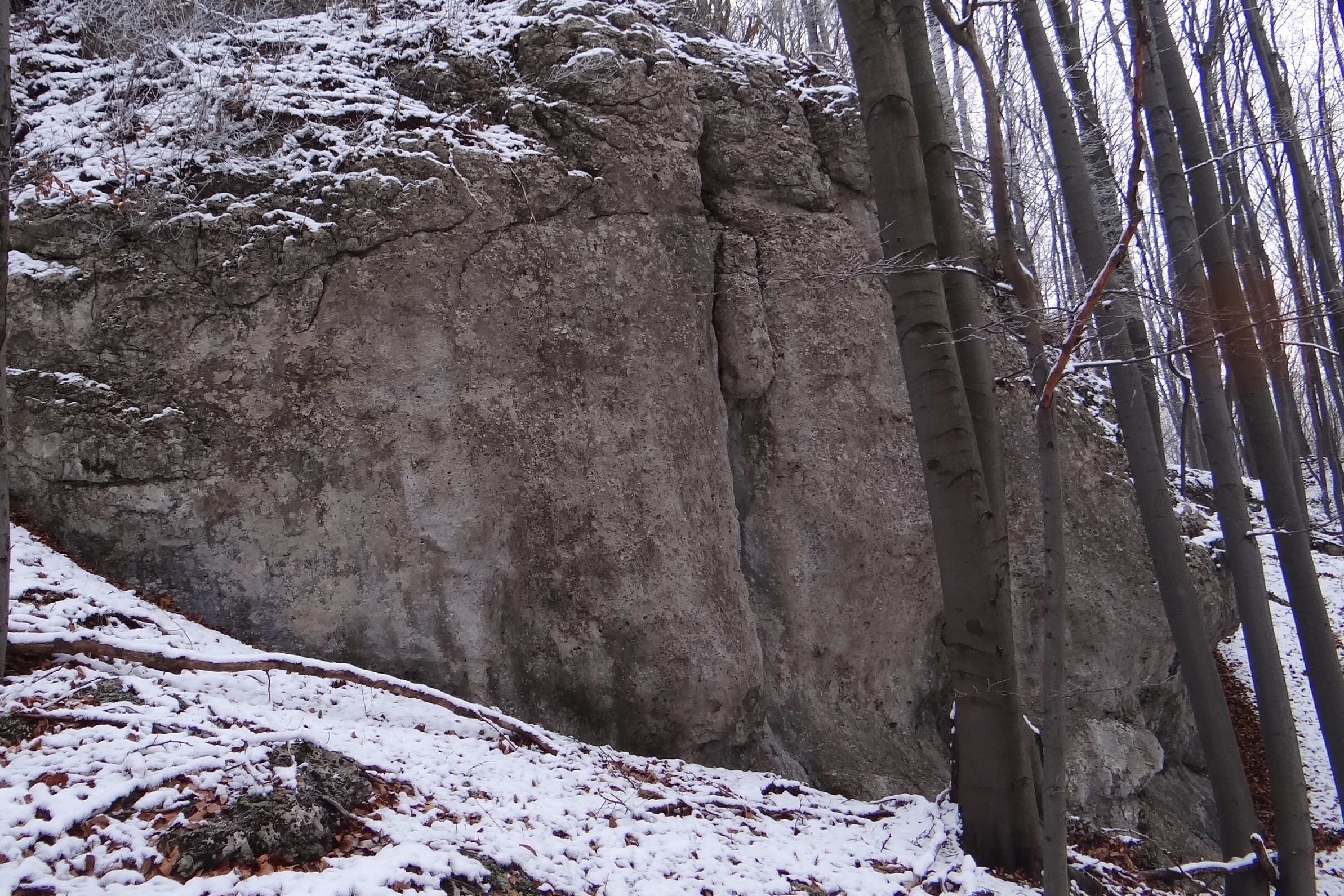
Kuferek
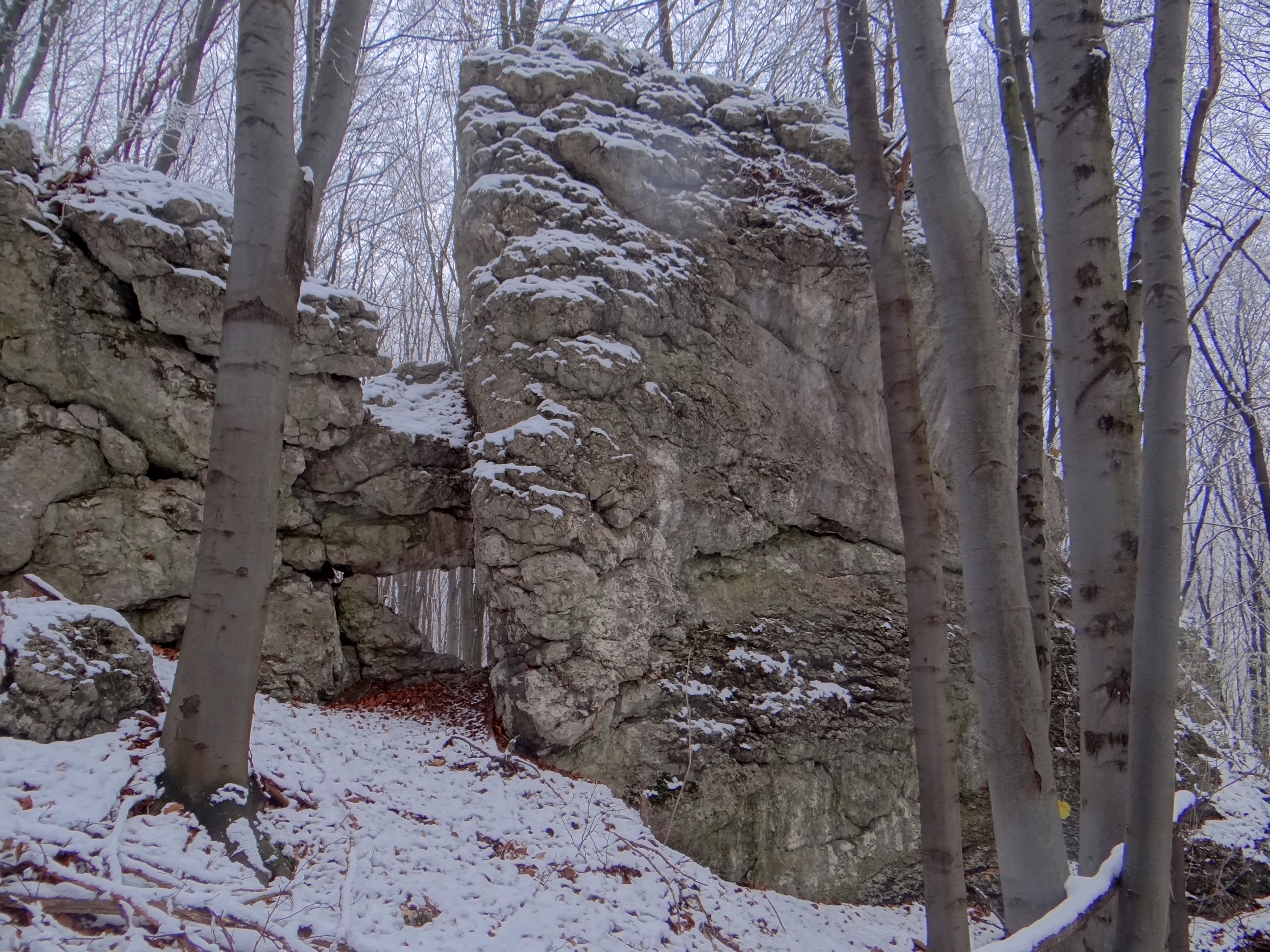
Bezimienna skała z oknem skalnym